# Bynowo
Bynowo (Duits: Bienau) is een Pools dorp in de gemeente Miłomłyn, provincie Ermland-Mazurië. Bynowo is een klein dorp dat ligt langs de weg naar Karnity, Sliwa, Boreczno en andere dorpen. Er staan twee winkels, een oude fabriek en een school, en er is veel landbouw. Er wonen ongeveer 500 - 800 mensen in Bynowo. De meeste inwoners werken op de nabijgelegen akkers en veehouderijen.